# Jean Ilie
Jean Ilie (n. ? - d. ?) a fost un comunist român, primar al Bucureștiului în perioada iulie 1952 - martie 1953.
Jean Ilie a fost deputat în Marea Adunare Națională în sesiunea 1952 -1957, ales în București, circumscripția electorală Tudor Vladimirescu.